# Genesis 2018
Genesis 2018 è stata l'undicesima edizione prodotta da Impact Wrestling e la terza ad essere trasmessa in formato gratuito e non in pay-per-view. L'evento e stato registrato presso l'Impact Zone di Orlando in Florida e trasmesso in seguito dall'emittente televisiva Pop TV e in italia da Figth Network Italy.

## Risultati
| # | Match                                                        | Stipulazioni                                                      | Durata |
| - | ------------------------------------------------------------ | ----------------------------------------------------------------- | ------ |
| 1 | Evan Bourne ha sconfitto Ethan Carter III (c)                | No Rounds No Giudici per il titolo Impact Grand Championship      | 11:20  |
| 2 | Laurel Van Ness (c) ha sconfitto Allie                       | Single match per il titolo Impact Knockouts Championship          | 9:50   |
| 3 | Moose (c) ha sconfitto Lasley con Dan Lambert e KM           | Single match                                                      | 12:27  |
| 4 | Taiji Ishimori (c) ha sconfitto Andrew Everett               | Single match per il titolo Impact X Division Championship         | 04:50  |
| 5 | Eli Drake (c) ha sconfitto Alberto El Patron e Johnny Impact | Six-Sides of Steel match per il titolo Impact Global Championship | 14:37  |
|   | (c) = Campione in carica al momento dell'inizio del match    |                                                                   |        |